# BTR-D
Der BTR-D, auch als Objekt 925 bezeichnet, ist ein leichter sowjetischer Transportpanzer, der 1974 in der sowjetischen Armee eingeführt und hauptsächlich bei den Luftlandetruppen verwendet wurde.

## Geschichte
Entwickelt wurde der BTR-D von 1970 bis 1974 vom Wolgograder Traktorenwerk, das ihn von 1974 bis 1991 auch produzierte. Der erste Einsatz des BTR-D fand im Afghanistankrieg statt. Er basiert ursprünglich auf dem BMD-1, wobei der Turm aber entfernt wurde. Die Panzerung des BTR-D besteht aus einer leichten Aluminiumlegierung, die nur vor Beschuss aus Kleinwaffen und Granatsplittern schützt. Die Bewaffnung besteht aus zwei Maschinengewehren im Kaliber 7,62 mm, für die 2000 Schuss mitgeführt werden. Das Fahrzeug ist voll schwimmfähig und kann von den meisten mittleren Transportflugzeugen aus abgeworfen werden. Von der NATO wird der BTR-D auch als BMD M1979 bezeichnet.
Als Nachfolger des in die Jahre gekommenen BTR-D wurde vom Wolgograder Traktorenwerk ab 2009 der BTR-MD „Rakushka“ entwickelt. Die ersten beiden Fahrzeuge wurden im Jahr 2013 an die russischen Luftlandetruppen ausgeliefert. Aufgrund der Weiterentwicklung in Form des BTR-MDM wurde vom BTR-MD letztlich nur eine kleine Stückzahl hergestellt, während vom 2016 offiziell eingeführten BTR-MDM eine größere Stückzahl produziert wurde.

## Versionen
- BTR-D: Basisversion aus dem Jahr 1974
- BTR-ZD: Variante als Flugabwehrpanzer mit einer aufgebauten SU-23-Flugabwehrkanone[5]
- BTR-MD: Modernisierte Version des BTR-D, auch als Objekt 955 „Rakuschka“ bezeichnet, basiert auf dem Fahrgestell des BMD-3[6]
- BTR-MDM: Erstmals 2013 vorgestellte Weiterentwicklung des BTR-MD auf dem Fahrgestell des BMD-4M[7]

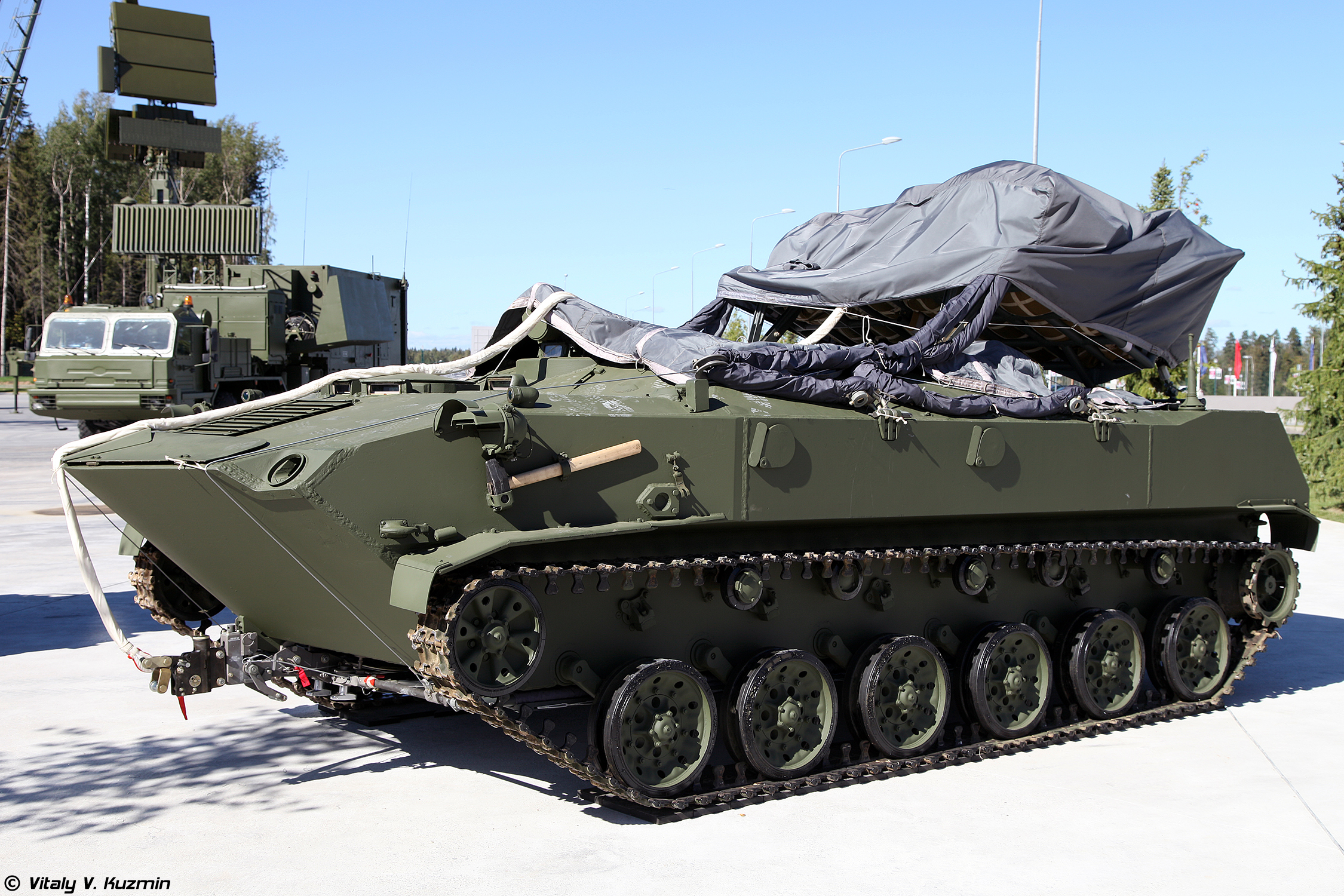
Die Basisversion BTR-D
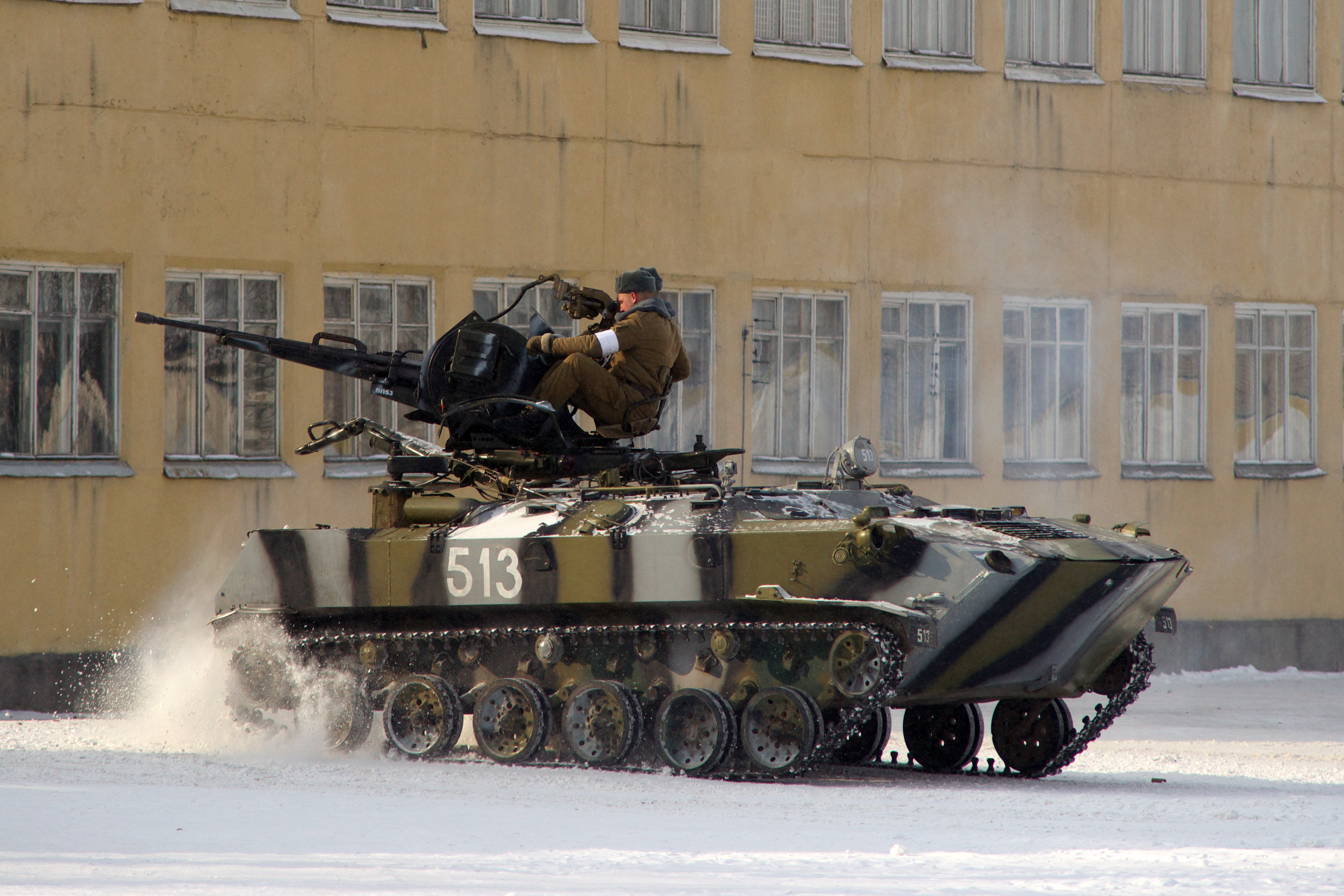
Belarussischer BTR-ZD
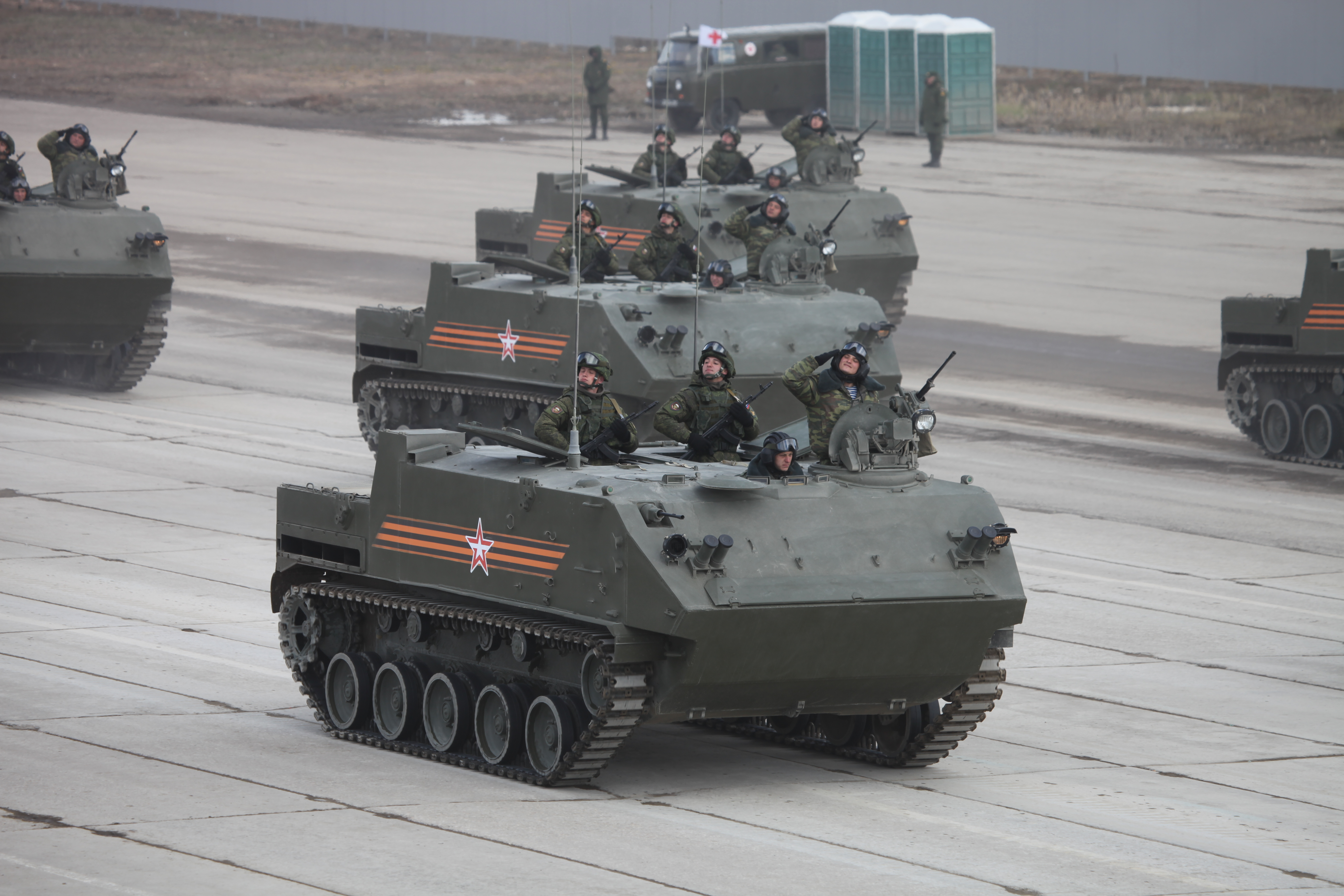
Mehrere BTR-MDM während einer Probe für die Parade zum Tag des Sieges.

## Nutzerstaaten
- Belarus – 22
- Moldau – 44
- Russland – 500+
- Ukraine – 44
- Usbekistan – 50